# Hoplandria sanbornei
Hoplandria sanbornei är en skalbaggsart som beskrevs av François Génier 1989. Hoplandria sanbornei ingår i släktet Hoplandria och familjen kortvingar. Inga underarter finns listade i Catalogue of Life.